# Palyas auraria
Palyas auraria là một loài bướm đêm trong họ Geometridae.